# Nauszki
Nauszki (ros. Наушки)  – osiedle typu miejskiego w Rosji, w Buriacji, w rejonie kiachtyńskim, w południowej części wschodniej Syberii, położone przy granicy z Mongolią.
Nauszki posiadają status osady miejskiej od 1954. Znajduje się tu rosyjska graniczna stacja kolejowa Kolei transmongolskiej. Dokonuje się tu odpraw podróżujących pociągiem do i z Mongolii oraz Chin.